# Saint-Julien-Labrousse

Saint-Julien-Labrousse este o comună în departamentul Ardèche din sud-estul Franței. În 1 ianuarie 2018 avea o populație de 336 de locuitori.